# Courcy, Manche
Courcy är en kommun i departementet Manche i regionen Normandie i norra Frankrike. Kommunen ligger i kantonen Coutances som tillhör arrondissementet Coutances. År 2022 hade Courcy 623 invånare.

## Befolkningsutveckling
Antalet invånare i kommunen Courcy
| Referens: INSEE |